# 개심귀 3 - 개심귀당귀
개심귀 3 - 개심귀당귀(開心鬼撞鬼: Happy Ghost 3)는 홍콩에서 제작된 두기봉 감독의 1986년 코미디, 드라마 영화이다. 황바이밍 등이 주연으로 출연하였고 황바이밍 등이 제작에 참여하였다.

## 출연

### 주연
- 황바이밍
- 장만옥
- 원결영
- 진가령
- 하패아
- 서극